# La Llacuneta
La Llacuneta és una caseria del municipi de l'Arboç, a la comarca del Baix Penedès. Se situa a l'esquerra de la riera de Marmellar, al nord-est del terme municipal. Un branc a la carretera N-340 és la seva principal via de comunicació.
L'origen del topònim es deu probablement a algun accident geogràfic en forma de llac del qual no en queda cap rastre. És esmentat com ipsa Lacuna l'any 1023 dins de Castellví de la Marca i, més tard, l'any 1184, com ipsam Lacunam dins de Castellet.
L'any 1255 la Llacuneta fou donada al Monestir de Santes Creus per Bertran de Castellet. L'any 1842 s'agrega al municipi de l'Arboç. Actualment compta amb les masies de Cal Rossell, Cal Badó, Cal Totosaus, Cal Martí i Cal Pujol, entre d'altres.

## Llocs d'interès

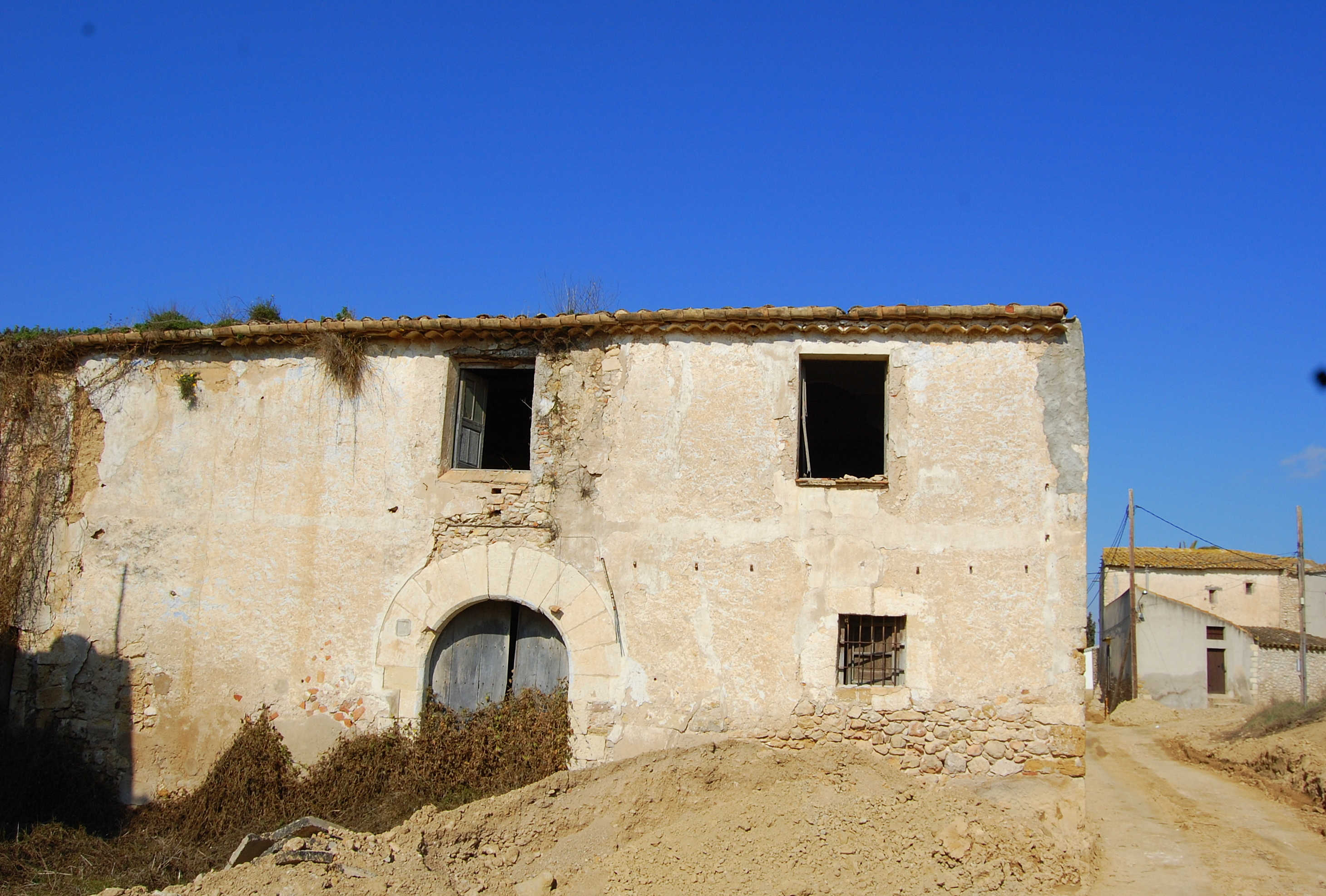
Cal Totosaus
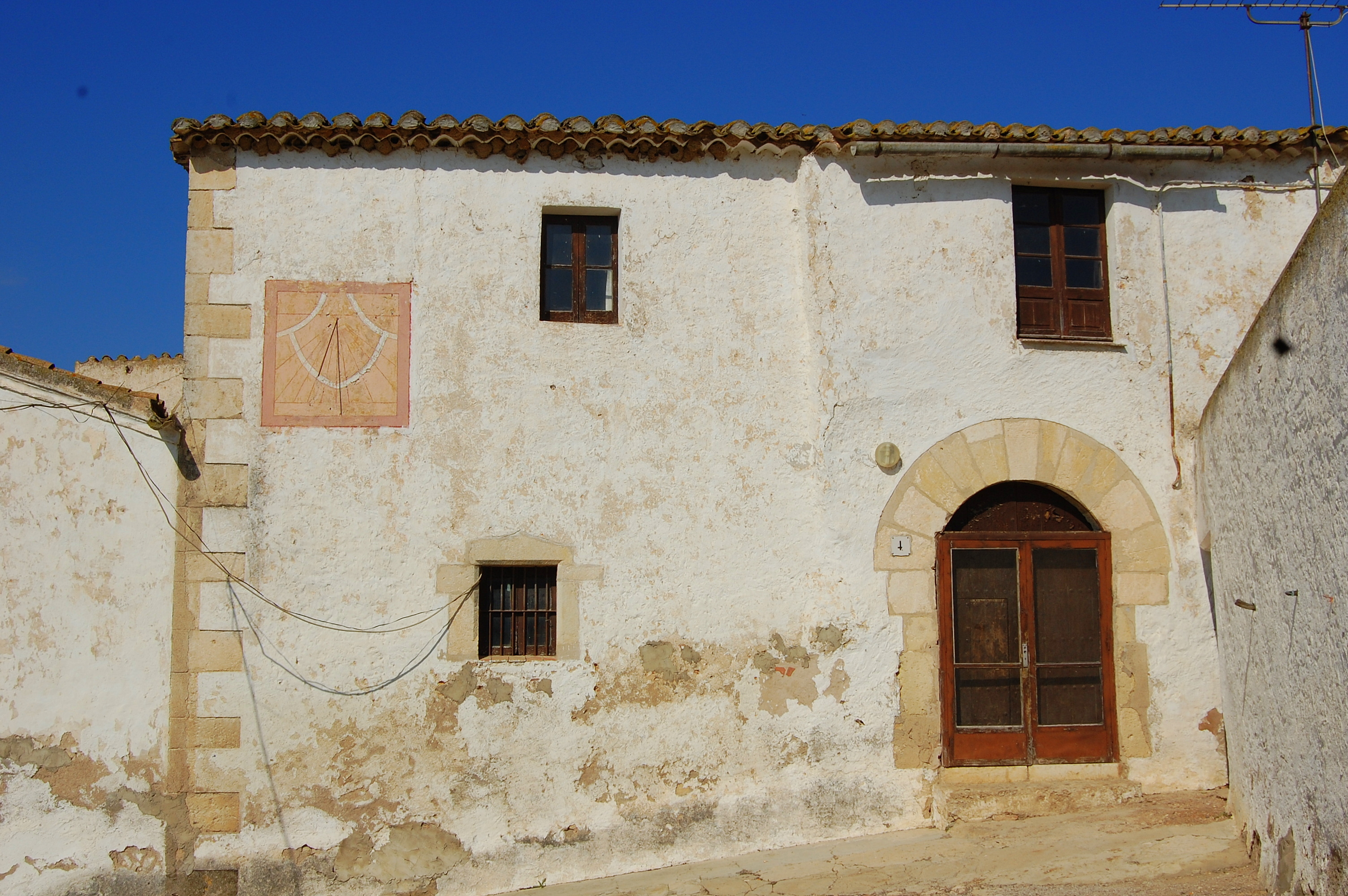
Cal Rossell
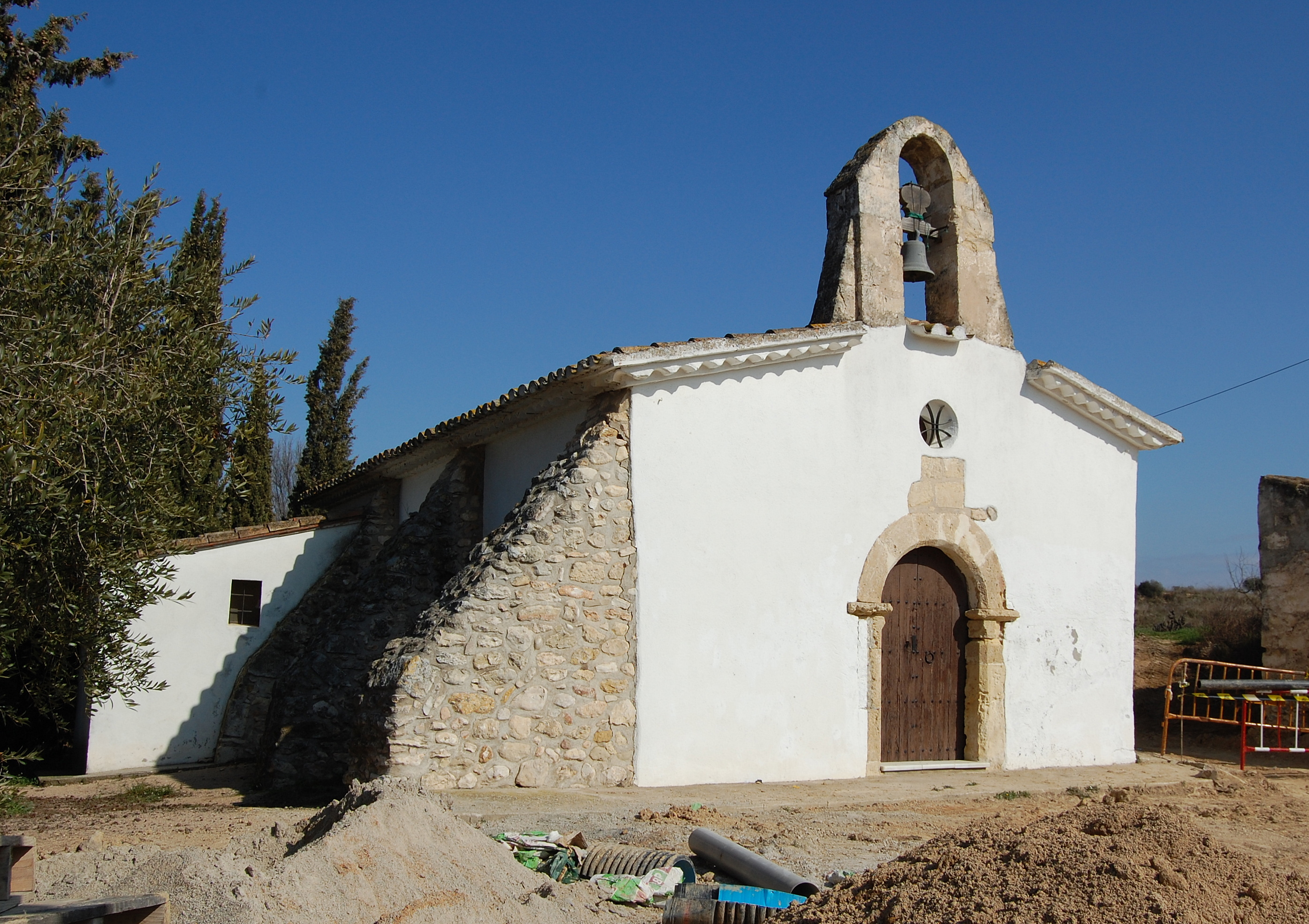
Ermita de Sant Antoni